# افعی در مشت
افعی در مشت نام یک کتاب ادبی است که توسط هروه بازن، نویسندهٔ اهل فرانسه نوشته شده‌است. این کتاب یکی از آثار مشهور ادبی جهان است. 